# Kerkafalva
Kerkafalva Zala vármegye északnyugati csücskében, a Lenti járásban fekvő aprófalu. Önkormányzata Csesztregen működik.

## Közlekedés
A település a Csesztreg–Bajánsenye közt húzódó, nemzetközi forgalmat is bonyolító 7416-os út mentén fekszik. Ebből két út is indul ki a településen, az egyik Csöde, a másik, a 7417-es út a Vas vármegyei Szatta–Nagyrákos felé. Autóbusz-összeköttetésben áll Lentivel és Zalaegerszeggel.

## Története
1289–1291-ből dokumentum őrzi Penetekfolua nevét. Ez a településnév személynévből származik, a régi személynévadás egyik sajátossága volt a hét valamelyik napjáról való elnevezés. A másik községnév a szláv eredetű német népnevünkkel kapcsolatos, amelyet egykori német lakóiról kapott. 1379-ben említik „Pintekfalua” nevét, 1387-ben pedig „Nemetfalu”-ét. Az ikerfalu szerepelt az úgynevezett Hétkutas falvak között 1381-ben, mint Nemetfalwa.
A 14. században az alsólendvai Bánffy család birtokai között találjuk, mintegy három évszázadig. A család magvaszakadt akkor, a leányágon öröklő Nádasdyak java közé került 1644-ben. A Nádasdy Ferencen végrehajtott ítélet után (a Wesselényi-összeesküvésben vétkes főurat fő- és birtokvesztésre ítélték) a kincstári javak közé került a birtokot az Eszterházyak szerzik meg a 17. század végén. Utolsó birtokosa herceg Eszterházy Pál volt. Kerkapéntekfaluban 1935-ben az 1642 holdon 218 fő, míg Kerkanémetfaluban 863 holdon 301 fő lakott. Kerkanémetfaluban volt a református elemi iskola.
A két település a reformáció zalai bástyájának számított: a lakosság 80%-a református vallású volt. Egykori lakói a 16. századtól a reformációt követő egytelkes nemesek voltak. A község első templomát Németfaluban 1843-ban fejezték be, ám az 1912-ben leégett. Az új, nagyon szép templomot 1913-ban szentelték fel.
A II. világháborúban 13 lakóját veszítette el a kis település.
1943-ban Kerkanémetfalu és Kerkapéntekfalu községet egyesítették, ekkor a község ideiglenesen a Kerkapéntekfalu nevet viselte. 1950-ben kapta mai nevét, attól fogva Kerkafalva. Hozzátartoznak Pusztaszentpéter és Szatt külterületek is. A lakosság erőteljesen csökken. 1990-től fogva Alsószenterzsébet, Felsőszenterzsébet, Kerkakutas, Magyarföld és Ramocsa községekkel alkot körjegyzőséget. A körjegyzőségi székhely Csesztregen van.

## Közélete

### Polgármesterei
- 1990–1994: Nemes Kálmán (FKgP)[3]
- 1994–1998: Nemes Kálmán (FKgP)[4]
- 1998–2002: Nemes Kálmán (FKgP)[5]
- 2002–2006: Nemes Kálmán (független)[6]
- 2006–2010: Nemes Kálmán (független)[7]
- 2010–2014: Nemes Kálmán (független)[8]
- 2014–2019: Nemes Kálmán (független)[9]
- 2019–2024: Nemes Kálmán (független)[10]
- 2024– : Mácsek Attila (független)[1]

## Népesség
A település népességének változása:
| Lakosok száma | 100  | 101  | 94   | 99   | 121  | 119  | 122  |
|               | 2013 | 2014 | 2015 | 2021 | 2022 | 2023 | 2024 |

A 2011-es népszámlálás idején a nemzetiségi megoszlás a következő volt: magyar 94,5%, német 4,54%. A lakosok 33%-a római katolikusnak, 37,7% reformátusnak, 3,77% evangélikusnak, 3,77% felekezeten kívülinek vallotta magát (21,7% nem nyilatkozott).
2022-ben a lakosság 85,1%-a vallotta magát magyarnak, 5% németnek (12,4% nem nyilatkozott; a kettős identitások miatt a végösszeg nagyobb lehet 100%-nál). Vallásuk szerint 33,1% volt római katolikus, 32,2% református, 0,8% evangélikus, 9,9% felekezeten kívüli (24% nem válaszolt).